# أحمد ممتاز تايلان
احمد ممتاز تايلان (بالتركية: Ahmet Mümtaz Taylan)‏ هو ممثل تركي، ولد في 12 سبتمبر 1965 في تركيا.

## أعمال

### أفلام
- (2005) يوم في أوروبا[3]
- (2010) فخ التنين[4]
- (2011) حدث ذات مرة في الأناضول[5]
- (2013) حلم فراشة
- (2016) قط شرير[6]

مسلسلات
- اغنية الحياة (مسلسل) (2016)

## وصلات خارجية
- أحمد ممتاز تايلان على موقع IMDb (الإنجليزية)
- أحمد ممتاز تايلان على موقع قاعدة بيانات الأفلام العربية
- أحمد ممتاز تايلان على موقع ألو سيني (الفرنسية)
- أحمد ممتاز تايلان على موقع أول موفي (الإنجليزية)
- أحمد ممتاز تايلان على موقع قاعدة بيانات الأفلام السويدية (السويدية)
- أحمد ممتاز تايلان على موقع قاعدة بيانات الفيلم (الإنجليزية)
- أحمد ممتاز تايلان على موقع كينوبويسك (الروسية)